# Vigošte
Vigošte (Servisch cyrillisch Вигоште) is een plaats in de Servische gemeente Arilje. De plaats telt 1034 inwoners (2002).